# 仁賀保インターチェンジ
仁賀保インターチェンジ（にかほインターチェンジ）は、秋田県にかほ市にある日本海東北自動車道のインターチェンジである。

## 概要
2012年10月27日の金浦ICまでの延伸時まで設置されていた両前寺仮出入口から1.3 km 金浦IC方面側に位置している。
当IC - 本荘IC間は、自動車専用道路として一般国道7号仁賀保本荘道路として整備された区間で、当ICから金浦ICを経て象潟IC間は同様に一般国道7号象潟仁賀保道路として整備された区間である。いずれも国土交通省東北地方整備局 秋田河川国道事務所が管轄する道路であるが、案内上の名称は「日本海東北道」で統一されている。

## 道路

### 本線
- E7 日本海東北自動車道（13番）

### 接続する道路
- 国道7号

## 歴史
- 2012年（平成24年）
  - 10月10日 : IC名称が「仁賀保IC」で正式決定[1]。
  - 10月27日 : 金浦IC - 両前寺仮出入口間開通に伴い、供用開始[1]。

## 周辺
- 仁賀保駅（JR羽越本線）
- にかほ市役所仁賀保庁舎
- にかほ市立平沢小学校
- にかほ市立仁賀保中学校
- マックスバリュにかほ店
- TDK秋田工場
- TDK鳥海工場
- TDK歴史館
- 平沢海水浴場
- フェライト子ども科学館

## 隣
E7 日本海東北自動車道
(12)金浦IC - (13)仁賀保IC - 西目PA - (14)本荘IC